# Theatiner Filmkunst

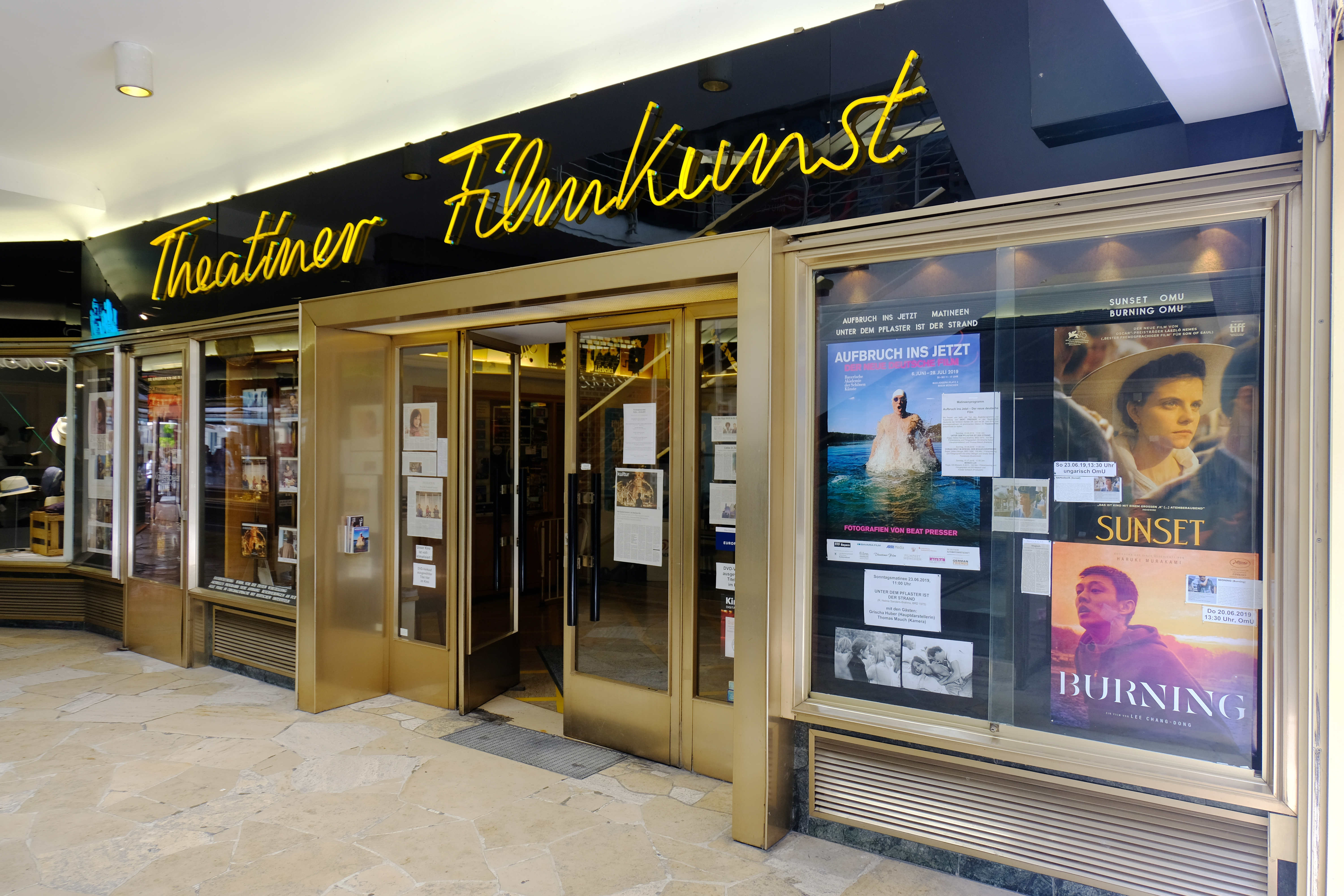
Das Kino Theatiner Filmkunst (2019)

Das Theatiner Filmkunst ist ein Kino in der Altstadt Münchens, zwischen Residenz- und Theatinerstraße in der Theatinerpassage gelegen. Es hat 164 Plätze und steht wegen seiner Originalausstattung aus den 1950er Jahren unter Denkmalschutz. Seit der Eröffnung 1957 werden im Theatiner hauptsächlich internationale Arthouse-Filme in Originalfassung mit Untertiteln gezeigt.

## Geschichte

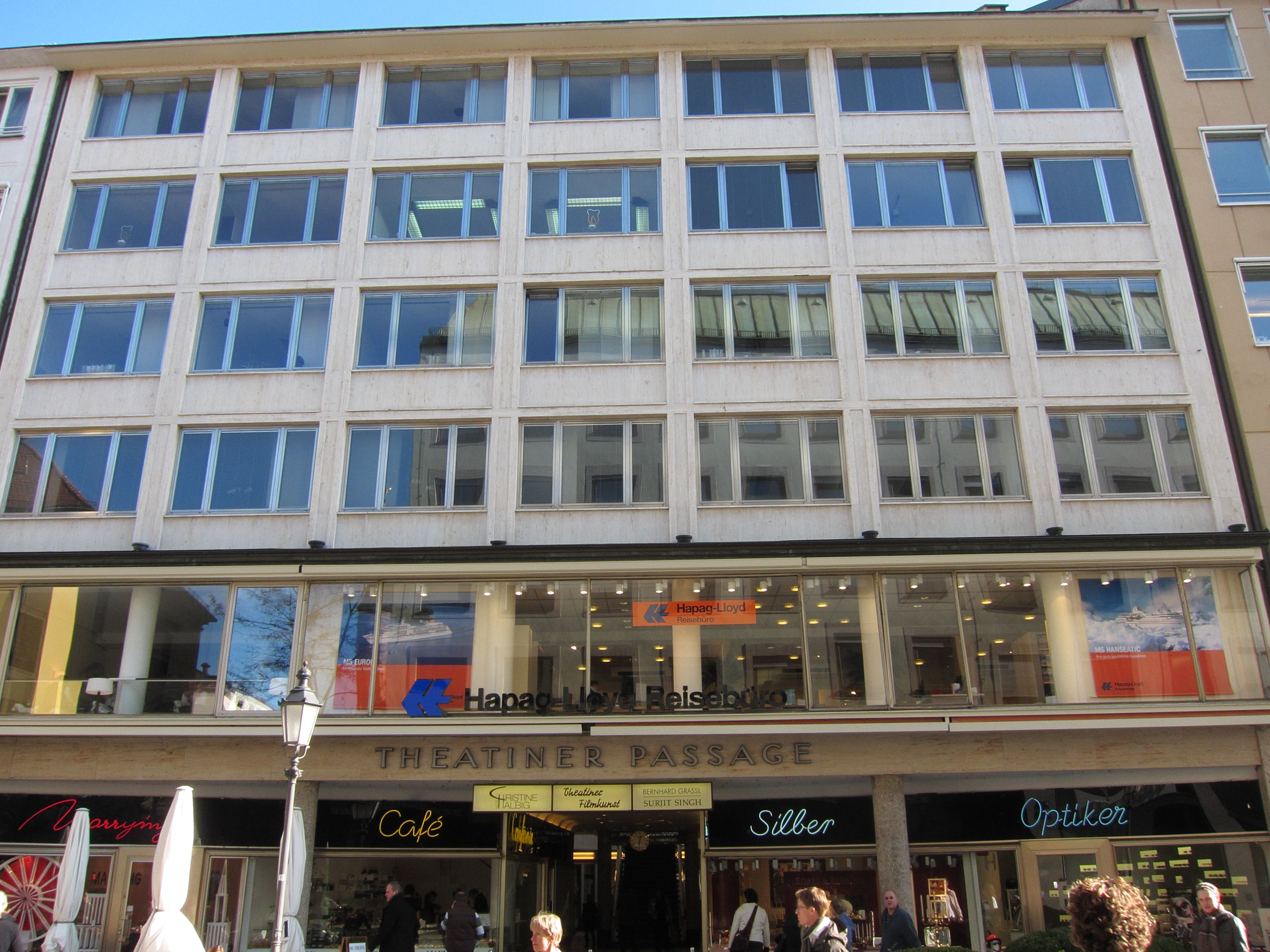
Theatinerpassage mit Hinweis auf das Theatiner Filmkunst (2011)

Das Theatiner nimmt das Erd- und Untergeschoss des Wohnhauses Theatinerstraße 32 in der von Jean Erhard 1954/55 erbauten Theatinerpassage ein. Das vom Architekten Hanns Atzenbeck gebaute Kino eröffnete am 1. September 1956 unter dem Namen Film-Cabinett. Als erster Film wurde das US-amerikanische Filmdrama Die Männer um Hilda Crane gezeigt. In der Folgezeit standen die in den 1950er Jahren beliebten Hollywoodfilme in Farbe und CinemaScope auf dem Programm, häufig handelte es sich um Western und Musicals. Der erste Inhaber, ein kinobegeisterter Freisinger Landwirt namens Hans Luttner, ließ die 164 Sitze des Kinos mit hellrosa Samtcord beziehen und die Innenräume mit hellem Ahornholz vertäfeln. Die Inneneinrichtung hat sich bis heute erhalten, das Kino steht mittlerweile unter Denkmalschutz.
Nachdem der branchenfremde Luttner sich mit dem Kinobetrieb verhoben hatte, wurde das Kino am 10. August 1957 von Walter Kirchner und seinem Verleih Neue Filmkunst übernommen. Einstand wurde diesmal mit der italienischen Schwarzweiß-Komödie Räuber und Gendarm gefeiert. Das Kino zeigte von nun an Filme der Neuen Filmkunst, also Autorenfilme, Kunstfilme, Werke der Nouvelle Vague und des italienischen Neorealismus. Walter Kirchners Frau Marlies übernahm ein Jahr nach der Eröffnung die Kinoleitung.
1974 meldete Walter Kirchner mit Verleih und Kinos Bankrott an. Marlies Kirchner führte das Theatiner ab 1975 alleine weiter und sorgte für weiterhin anspruchsvolles Programm. Ihre Filmauswahl prägte das Theatiner Filmkunst und machte es zu einem beliebten Ziel für Cineasten.
2007 feierte das Kino mit Filmklassikern wie Außer Atem und Haben und Nichthaben 50-jähriges Jubiläum.
Auf digitale Projektion wurde das Theatiner erst 2012 umgerüstet, als die Verleihe keine Zelluloidversionen der Filme mehr zur Verfügung stellten.
Anfang 2024 übernahmen Bastian Hauser und Claire Schleeger die Kinoleitung. Beide sind schon seit Jahren als Theaterleiter und Filmvorführer im Theatiner aktiv und kuratieren seit 2019 in Absprache mit Marlies Kirchner das Programm. Sie gründeten die BC Filmtheater Betriebs-GmbH, wobei das BC für bon cinéma (französisch: gutes Kino) steht. Mit der Übernahme wurden sie Münchens jüngste Kinobetreiber. Bereits 2023 starteten sie eine Kooperation mit dem Institut für Slawistik der LMU, auch mit der Bayerischen Staatsoper, dem Theatermuseum, den Münchner Pinakotheken sowie dem Festival Kino der Kunst gab es gemeinsame Projekte. Das Theatiner soll als „Kulturort in einem Netzwerk für Hochkultur“ etabliert werden, so Betreiberin Schleeger.
Ende 2024 wurde die digitale Vorführtechnik komplett erneuert.

## Programm
Die Schwerpunkte des Verleihs Neue Filmkunst prägten lange den Charakter des Theatiner-Programms. Es wurden im Nationalsozialismus verbotene Filme und Filme der Weimarer Zeit gezeigt, außerdem sowjetische Filmklassiker der 1920er Jahre wie Panzerkreuzer Potemkin. Klassische internationale und in Deutschland nur einem kleinen Publikum bekannte Filme von Buster Keaton, Sergej M. Eisenstein, Dziga Vertov, Ernst Lubitsch und Alfred Hitchcock erreichten hier einen größeren Zuschauerkreis. Auch frühe Avantgardefilme wie Ein andalusischer Hund bekam das Theatiner-Publikum zu sehen. Das Aushängeschild des Theatiner ist nach wie vor der europäische Autorenfilm, früher mit Namen wie Antonioni, Bergman, Fellini und Straub-Huillet vertreten. Heute werden z. B. Werke von Bruno Dumont, Christophe Honoré und Alice Rohrwacher gezeigt. Französische, spanische, italienische, lateinamerikanische und asiatische Filme werden im Theatiner in der Originalversion mit Untertiteln präsentiert. 2025 wurde das Kino als eine der Spielstätten des Filmfests München ausgewählt.

## Auszeichnungen
Marlies Kirchners Engagement für ein künstlerisch wertvolles Programm und die Rolle des Theatiner bei der Erhaltung der Filmkunst wurden mehrmals mit dem Kinoprogrammpreis der Stadt München gewürdigt. Das Filmfest München ehrte das Theatiner und seine Betreiberin 1991 mit einer Hommage. 2018 erhielt das Kino den Europa Cinemas Award for Best Programming. 1998 ging der Filmpreis der Stadt München an Marlies Kirchner. 2016 erhielt sie bei den Internationalen Filmfestspielen Berlin den Preis Berlinale Kamera. 2022 wurde sie mit dem Ordre des Arts et des Lettres des französischen Kultusministeriums geehrt. 2017 wurde ihr die Medaille München leuchtet in Silber verliehen.